# Gary Snyder
Gary Sherman Snyder, més conegut com a Gary Snyder (San Francisco, Califòrnia, 8 de maig de 1930), és un poeta, assagista, traductor i activista ambiental estatunidenc, guanyador del Premi Pulitzer de poesia l'any 1975. Està estretament relacionat amb moviments literaris com la generació beat, (si bé ell sovint se n'ha desmarcat) el renaixement de San Francisco, el surrealisme o l'etnopoètica. Ha publicat una trentena de llibres traduïts a més de vint idiomes. L'any 2013 es va publicar la primera traducció al català de la seva obra, un recull de poemes relacionats amb la muntanya titulat Les muntanyes són la teva ment, a càrrec de José Luis Regojo i Jaume Subirana.

## Infància i adolescència
Fill de Harold i Lois Hennessy Snyder, quan Gary tenia dos anys, la seva família es va traslladar a Seattle, a una granja a la vora del llac Washington. El 1942 els seus pares es van divorciar i Gary va anar a viure, amb la seva mare i la seva germana Anthea, a Portland, Oregon, on va anar al col·legi Lincoln High School. El primer contacte amb la natura i el fet de ser testimoni de la ràpida desforestació del nord-oest americà van fer que de ben petit s'interessés per l'ecologisme, les cultures indígenes americanes i el muntanyisme. A Portland, es va inscriure al club de muntanyisme The Mazamas. Abans d'acabar l'institut ja havia pujat més de quaranta vegades el Mount Hood (3429m) i havia escrit el seu primer article a la revista de "The Mazamas". El 1947 va obtenir una beca pel Reed College de Portland, on sota la direcció de Lloyd Reynolds i altres professors va desenvolupar una profunda atracció envers la cultura asiàtica, de la qual admirava la combinació de ser una civilització refinada i mantenir llaços estrets amb la natura. Durant aquella època continuava a fer muntanyisme i va treballar com a guarda forestal, llenyataire o senyalitzador de senders.

## Influència
Gary Snyder va propiciar que tant en Jack Kerouac com en Phillip Whalen, dues figures essencials de la generació beat, treballessin de guaita forestal, vivint moments de gran soledat i intensitat que després tots dos van reflectir en els seus escrits (Jack Kerouac en “Els pòtols místics / Els pirats del Dharma (segons la versió) i “Ángeles de Desolación”; Phillip Whallen en els seus poemes—, fins ara inèdits en català).
També va inspirar el documental The practice of the wild de John J. Healey. El seu pensament es basa essencialment en el fet que no ens hem de considerar diferents dels animals. A la seva obra trobem una barreja interessant de budisme zen, tradicions ameríndies i mística del fet salvatge. Snyder ha traduït a l'anglès literatura i poesia clàssica xinesa i literatura moderna japonesa.